# 森山栄治 (高浜町職員)
森山 榮治（もりやま えいじ、1928年〈昭和3年〉10月15日 - 2019年〈平成31年〉3月 ）は、日本の地方公務員、実業家、人権教育講師。
京都府京都市伏見区生まれ、福井県大飯郡高浜町西三松出身。京都府職員・綾部市都市計画係長・高浜町企画室主幹等を経て、部落解放同盟福井県連合会書記長、高浜町助役、同町教育委員長、福井県人権研究員などを務めた。2017年まで京都府京都市在住。浜田倫三元高浜町長に招聘された後は、福井県を中心に関西電力や福井県庁を含む複数の官民に「人権教育講師」の立場を通じて、大きな影響力を持っていた。瑞宝双光章受章。法務省人権擁護局長感謝状受賞。

## 来歴
- 1928年10月 - 京都府京都市伏見区生まれ、福井県大飯郡青郷村大字西三松（現高浜町西三松）出身[2][9][10]。
- 1949年5月 - 京都府庁に就職[11]。
- 1958年 - 綾部市役所に就職[1][12]。
- 1959年 - 綾部市建設課技術員[1]。
- 1962年 - 綾部市技術吏員[1]。
- 1965年 - 綾部市建設課都市計画第一係長[1]。
- 1966年 - 綾部市土木課都市計画係長[1]。
- 1969年12月 - 浜田倫三町長から招聘を受け高浜町役場に入庁し、企画室主幹に就任[11][13][1]。
- 1969年12月12日 - 関西電力高浜原子力発電所1号機に対する設置許可[14]。
- 1970年 - 高浜町民生課長[1]。
- 1970年 - 1971年 部落解放同盟福井県連合会書記長兼高浜支部書記長[15][16][1]。
- 1971年 - 高浜町総括課長兼建設課長[1]。
- 1971年 - 2018年 福井県客員人権研究員[17][1]。
- 1974年 - 高浜町企画課長[10]。
- 1975年 - 1977年 高浜町収入役[10]。
- 1977年4月 - 1987年5月 高浜町助役[10]。
- 1986年 - 2010年 高浜町都市計画審議会委員（のち審議会会長）[1]。
- 1987年2月 - 1999年3月 - 高浜町人権擁護委員[1]。
- 1987年5月 - 高浜町役場を退職[1]。
  - 以後は地元建設会社などの顧問や副社長等を務める[18][11]。
- 1987年6月 - 2010年 高浜町教育委員（のち教育委員長）[1]。
- 1987年6月 - 2018年 柳田産業相談役、関電プラント（旧関電興業）顧問[1]。
- 1996年- 法務省人権擁護局長感謝状を受賞[19]。
- 1997年 - 2018年 オーイング取締役[1]。
- 2000年 - 2010年 高浜町あらゆる人権差別をなくする審議会委員[1]。
- 2004年 - プルサーマル計画導入反対派の今井理一町長と対立[20]。
- 2009年 - 2018年 福井県人権施策推進審議会委員[17]。
- 2010年 - 高浜町教育委員退任[21]。
- 2017年 - オーイング取締役退任。自宅を京都市から高浜町に移す[11]。
- 2018年 - 税務調査を受け、翌月に関西電力側から約1億6千万円相当を返還される[22]。
- 2019年3月、90歳で死去[23]。

## 人物

### 人柄・人物批評
1970年、福井県高浜町の幹部職員として、町議会に出席した当時41歳の森山は散会後、ある町議から大声で呼び止められ、「おい、森山よ。世が世なら、お前みたいな部落の人間が、こんなところに出て来られるもんやないぞ」と露骨な差別発言を浴びせられた。町議や町幹部が居並ぶ前で、森山は怒りで頬を紅潮させながらも、耐え忍んだ。
福井県調査委・委員長（当時）藤井健夫弁護士によると金品を受け取らない人たちに、森山は「わしの社会的身分を見下げて見ているから受け取れんというのか」と部落差別だと主張して恫喝していた。MBSによると森山の影響力は金品のばらまきと恫喝の繰り返しに成り立っていた。お菓子など容器の底に金品を入れて渡し、相手が拒否すると上記のように激昂することで知られていた。関西電力代表取締役社長岩根茂樹（当時）は2019年10月2日の記者会見にて「非常に恫喝をする方で担当者への厳しい恫喝が7年前から続いていた」と述べた。森山から金品を受け取ったことのある20人は拒否すると「お前、誰に向かって言うてんねん」「無礼者。ワシを軽く見るなよ」と激昂されるため受け取らざるを得なかったし、少しでも意に沿わないことがあると急に激昂し、「無礼者！」「おまえは何様だ！」「お前の家にダンプを突っ込ませる」「お前にも娘があるだろう。娘がかわいくないのか？」などと長時間にわたり叱責・罵倒・脅迫することをしていた。また、森山の恫喝は苛烈で、その影響からか身体を悪くし半身不随になる者もいた。
役場で同僚だった大飯郡選出で自由民主党所属の田中宏典福井県議会議員は、「真面目で厳しい人だった」と述懐した。敦賀市選出で自由民主党所属の石川与三吉第89代福井県議会議長は、森山の業績に関し「『関西電力は森山元助役のおかげで大きくなった』というぐらいのことは言ってもいい」と述べた。

### 高浜町政
森山が町行政に君臨していた頃について、日本共産党所属で1979年の初当選から高浜町議会議員を務めてきた渡邊孝によると、「30そこそこの自分が2位で当選できたのも、暗い雰囲気を変えてほしいという民意があったのでは」、「（森山は）人権団体を率いて、“差別をなくす糾弾活動”の名目で恐怖政治を敷き、高浜町民を手懐けていく、まさに暗黒町政の時代だった」としており、森山は町の教育委員長にも選任されるなど退職後も影響力を保ったと伝えている。
柴野徹夫によると、「関西電力と直結した浜田倫三町長（当時）と森山助役が町行政に君臨して私利私欲をむさぼり、批判者には脅迫と報復で報いた」という。また、実質的なボスは森山助役で、京都で味をしめた経験を活かし、大飯郡高浜町西三松の自宅に部落解放同盟高浜支部を組織して誰彼容赦なく糾弾を繰り返した結果、町議会も町長と助役の脅迫に屈し、その"親衛隊"になりさがった、という。
10年にわたり高浜町の助役を務め、1985年に運転を開始した関西電力高浜原子力発電所3・4号機の誘致に尽力し、高浜町における原発産業の立役者となる。高浜町役場を退職したのちも、町の都市計画審議会の委員などを歴任するなど町の顔として活動し、コードネーム「M」として、国会議員や県議会議員との人脈や、関西電力との関係などから隠然たる勢力を保った。
しんぶん赤旗によると、1978年の高浜発電所第3号機及び第4号機増設計画の建設協力金は9億円とされたが、助役時代の森山が落とした手帳には24億円を受けとったと記されていたという。
1982年から1987年まで町長を務めた田中通は、助役時代の森山につきその仕事ぶりから「やり手」と評し、「どちらが町長でどちらが助役なのかわからないという話もあった」とし、原発関係は助役や企画課長が担当しており、町長は深い政治には関わらず、関西電力の担当者とも天気の話くらいしかしなかったと、当時のことを回想した。部下には「相手のことを考えて仕事をしろ」と訓示を垂れ、町議会の答弁で課長らが詰まると、代わりに答えるなどし、部下の叱責後のフォローも欠かさなかった。また、役場内では恐れられ、名前を必要以上に呼ばないよう配慮されていたという。

### 県政への影響力
福井県の人権行政に対しても大きな影響力を持ち、1971年から2018年まで福井県客員人権研究員を、2009年から2018年まで福井県人権施策推進審議会委員を務め、福祉関連部局の部長や、嶺南振興局長に、就任時や盆暮れに京都市内の自宅に挨拶に来させるなどし、商品券等を渡していた。また、1990年代、高浜町を管轄する福井県警察小浜警察署や駐在所を訪れ、複数幹部に多額の商品券や高級魚などを贈っていた。
高浜町の原発警備会社オーイングの筆頭大株主で、2017年まで同社取締役を務め、関西電力からの受注増により、2007年から12年間で10倍に売上を伸ばした。また1987年から2018年に体調悪化により退任するまで関電プラント顧問を務めた。地元建設会社吉田開発の顧問も務め、同社は関西電力からの無入札による特命発注などによる原発工事増加により売上を6倍に伸ばした。この他複数の原発工事会社に顧問等として影響力を有していた。
1996年7月、関電幹部が指名入札になったことを連絡すると「熊谷組に取らせろ」8月には大林組と話を付けるように要求し翌日、幹部らは大林組と協議し熊谷組受注の流れが決まった。
関西電力に数十億円の請求書様の用紙を送りつけたり、遅刻した関西電力幹部を叱りつけたり、億単位の高浜町への寄付金を獲得したり、原発工事受注の差配をし工事受注手数料などの名目で、原発建設会社から億単位の報酬を得ていたほか、兵庫県高砂市の原発工事・メンテナンス会社柳田産業の相談役を、2017年ないし、後述の税務調査が入ったのちの2018年まで務め、2019年に90歳で死去した。

### 「人権教育」活動
部落解放同盟高浜支部からの指摘を受け、1988年に関西電力で開始された人権教育研修「同和問題懇親会」、ついで1989年からは法務省法務局や、福井県庁も巻き込んだ研修会の講師として、定期的に大阪、京都、福井で関西電力役員や県庁吏員を相手に教鞭を執り、「先生」と呼ばれて関西電力の専属担当者を従え、懇親会で幹部と交流も持った。森山を「先生」と呼ぶ人権教育の教え子には八木誠関西電力会長（当時）や、岩根茂樹関西電力社長（当時）などがいる。
47年間福井県客員人権研究員を務めて、県政に多大な影響力を持っていた。「県の同和問題等の人権問題の調査研究」ということで補助金を支給されていた。福井県人権施策推進審議会委員、高浜町教育委員長等も歴任し、1996年には法務省人権擁護局長感謝状を受賞した。2010年高浜町教育委員を任期満了に伴い退任。

### 部落解放運動
1970年、部落解放同盟福井県連高浜支部が結成され、福井県内唯一の解放同盟支部の結成ということもあり、部落解放同盟福井県連合会も同時に結成された。森山はその結成に尽力したこともあり、県連書記長（同時に高浜支部書記長）に就任した。2年間（高浜町同和教育25周年記念誌によると1969年から1972年）書記長の要職に就いた。
しかし部落解放同盟中央本部によると、福井県や高浜町に対する言動が過激すぎたため、2年で書記長職を解任され、それ以後、解放同盟の活動に関わることは無くなった。その後も、2018年まで福井県客員人権研究員や福井県人権施策推進審議会委員を務め、人権行政に大きな影響力を持ち、法務省人権擁護局長感謝状等も受賞した。
確認・糾弾
部落差別発言をしたとされる女性教師を森山は「差別や!」と確認・糾弾を行った。女性教師は精神的に参ってしまい、教員を辞めている。部落解放同盟中央本部によると「解放同盟福井県連・高浜支部ともにまったく知る由もない出来事であり、解放同盟が関与した差別事件ではない」という。

### 金品提供・便宜受領問題
2018年の財務省国税庁金沢国税局の税務調査で、自宅から帳簿や資金の提供元や供出先が記されたメモが押収され、関西電力幹部の自宅の捜索がなされ、2011年から2018年にかけて、関西電力の八木誠会長や、岩根茂樹社長、豊松秀己副社長、森中郁雄副社長らに、「原発マネー」とおぼしき3億2千万円を渡していたことが、明らかとなった。共同通信が9月26日に報じたあと、テレビや新聞各紙が追った。
| 氏名       | 受け渡し当時肩書               | 現金(円)   | 商品券(円) | その他の主な金品              | 金額換算合計(円) |
| ---------- | ------------------------------ | ---------- | ---------- | ----------------------------- | ---------------- |
| 八木 誠    | 副社長 原子力事業本部長        |            | 300,000    | 金貨63枚、金杯7セット         | 8,590,000        |
| 岩根 茂樹  | 社長                           |            |            | 金貨10枚                      | 1,500,000        |
| 森本 浩志  | 副社長 原子力事業本部長        |            | 500,000    | 美術工芸品、花                | 1,000,000        |
| 豊松 秀己  | 副社長 原子力事業本部長        | 41,000,000 | 23,000,000 | 7万米ドル、金貨189枚、小判    | 110,570,000      |
| 森中 郁雄  | 原子力事業本部長代理           | 20,600,000 | 7,000,000  | 4万米ドル、スーツ券16着分     | 40,600,000       |
| 鈴木 聡    | 原子力事業本部副本部長（技術） | 78,310,000 | 19,500,000 | 3万5000米ドル、金貨83枚、小判 | 123,670,000      |
| 大塚 茂樹  | 原子力事業本部副本部長（発電） | 2,000,000  | 1,500,000  | 1万米ドル、スーツ券4着分      | 7,200,000        |
| 白井 良平  | 原子力事業本部長代理           | 2,000,000  | 2,100,000  | 金貨16枚、スーツ券4着分       | 7,900,000        |
| 勝山 佳明  | 原子力事業本部副本部長（発電） |            | 20,000     |                               | 20,000           |
| 右城 望    | 原子力事業本部副本部長（企画） | 1,000,000  | 3,400,000  | スーツ券5着分                 | 6,900,000        |
| 善家 保雄  | 原子力事業本部副本部長（企画） |            | 300,000    |                               | 300,000          |
| 長谷 泰行  | 高浜原発所長                   |            | 800,000    | スーツ券3着分                 | 2,300,000        |
| 宮田 賢司  | 高浜原発所長                   |            | 400,000    |                               | 400,000          |
| （非公表） | 原子力事業本部総務担当部長     |            | 1,5000,000 | スーツ券5着分                 | 4,000,000        |
| （非公表） | 原子力事業本部総務担当部長     |            | 850,000    |                               | 850,000          |
| （非公表） | 原子力事業本部総務担当部長     |            | 300,000    |                               | 300,000          |
| （非公表） | 高浜原発副所長                 |            |            | スーツ券1着分                 | 500,000          |
| （非公表） | 高浜原発副所長                 |            | 200,000    |                               | 200,000          |
| （非公表） | 京都支社副支社長               | 100,000    | 1,150,000  |                               | 1,250,000        |
| （非公表） | 京都支社副支社長               |            | 650,000    | スーツ券1着分                 | 1,150,000        |
| （非公表） | 京都支社副支社長               |            | 250,000    |                               | 250,000          |

その前年、関西電力では（大阪地検特捜部主任検事証拠改ざん事件で懲戒処分を受けて退官した）小林敬元大阪地方検察庁検事正を委員長とする調査委員会を設置し、調査したすえ、八木会長や岩根社長ら関係者を社内で処分したが、これらの事実を取締役会に対しては隠蔽した。また税務調査が開始された翌月の2018年2月に、1億6千万円相当の金品が関西電力側から返却された。
2019年9月26日、共同通信による特報（スクープ）記事の配信により明るみに出され、27日に関西電力が緊急記者会見を開催した。その後、事態を受けた菅原一秀経済産業大臣は、記者会見で「言語道断。ゆゆしき事態だ」と断じた。また、経済産業省で記者会見を開いた小早川智明東京電力ホールディングス社長は、東京電力にはこのような問題はないとした。
2019年10月2日に関西電力が改めて記者会見を行い、金品の受領を断ると激高した森山から「どうして受け取らないんだ」「なぜ、わしの志であるギフト券を返却しようとするのか、無礼者、わしを軽く見るなよ」「お前の家族がどうなるのか分かっているのか」と土下座を強要されるなど、断れない力関係にあったと説明した

。2020年3月の報告書によると、関西電力は森山を激高する「噴火リスク」だとして対処されていた事を明らかにした。
新たな記者会見を受け、菅原経済産業大臣は改めて「言語道断の事態」と断じ、「会見をしても本当に真実なのか分からない」と語った。更田豊志原子力規制委員会委員長は、「まだそんなことがあるのか」「憤りを感じた」とし、関西電力の対応を批判した。また、大島堅一龍谷大学教授は、「会社全体で組織的に行っていたのは明らかだ」「矮小化しているように感じた」と疑問を呈した
。日本監査役協会の岡田譲治会長は、監査役が取締役会に報告しなかったことに関し、「おかしいと思う」と述べた。
関西財界では、関西電力による2025年日本国際博覧会への15億円の寄付の予定に支障が生じないか懸念され、池田博之関西経済同友会代表幹事は、記者会見で説明の必要性を主張する一方、進退に関してはノーコメントを貫いた。八木会長が副会長を務める関西経済連合会の松本正義会長は、「関係者に疑義をもたれるようなことをしてはいけない」と述べた上で、記者会見で副会長職の続投を宣言していた八木の処遇について、第三者委員会の報告を待って決める考えを明らかにした。
しかし、世論の集中砲火を浴び、結局第三者委員会による調査を待たずに、八木会長と森中副社長、右城常務、鈴木常務、大塚常務が10月9日の臨時取締役会で退任し、岩根社長も第三者委員会の取りまとめにあたった後に辞任する方向で調整される運びとなった。第三者委員会は、委員長を但木敬一元検事総長が務め、奈良道博元第一東京弁護士会会長らが委員に、久保井一匡元日本弁護士連合会会長が特別顧問にそれぞれ就任した。
2020年3月に公表された第三者委員会の報告書では、関西電力から森山側への便宜供与が認定されたが、森山ら被疑者の一部が死亡していたことから証拠不十分となっており、刑事告発の見送りが決定された。また特に責任が重い関係者として、森詳介相談役、八木前会長、岩根社長が指摘され、いずれも前後して辞職した。
2020年4月には中村直人弁護士を委員長とするコンプライアンス委員会が設置された。同年善管注意義務違反があったとして、関西電力から八木元会長、岩根元社長、豊松元副社長、白井元常務に対し総額19億3600万円の、森元社長に対しては1億7000万円の損害賠償請求訴訟が、大阪地方裁判所に提起された。一方、監査役を務めた、土肥孝治元検事総長、大坪文雄元パナソニック社長、槇村久子京都女子大学名誉教授、十市勉元日本エネルギー経済研究所専務らに関しては、善管注意義務違反があるとされたものの訴訟の提起は見送られた。また、同年新たに取締役候補とされた佐々木茂夫元大阪高等検察庁検事長につき、事前に金品受領問題を認識していなかったと虚偽の説明が株主に対してなされ、のちに訂正された。

## 賞罰
- 1973年2月13日 - 自治功労賞[10]
- 1975年2月10日 - 社会教育功労賞[10]
- 1976年3月31日 - 地方自治の振興と地域社会の発展功労表彰[10]
- 1985年10月28日 - 科学技術長官賞[10]
- 1996年 - 法務省人権擁護局長感謝状受賞[19]
- 2003年 - 瑞宝双光章[92]
- 2005年 - 高浜町町政功労者表彰[40]

## 家族・親族
森山家
福井県大飯郡高浜町西三松、京都府京都市
- 娘婿[30]: 森山一雄
- 孫[30]

『週刊文春』2019年10月10日号によると、「森山の孫の一人は東京地検特捜部に所属する現役検事である」という。